# Убийство на Йозгеджан Аслан
Йозгеджан Аслан (22 октомври 1995 – 11 февруари 2015 г.) е турска студентка от кюрдски произход с алевитско вероизповедание.
Тя е изнасилена и убита заради произхода си и вярата си в микробус в град Мерсин, Турция. Тялото ѝ е изгорено и заради това изнасилването й не може да бъде доказано и извършителите се възползват от това, за да го отрекат. Намерено е след 2 дни – на 13 февруари. Убийството е извършено от шофьора на микробуса Ахмет Сухи Алтиндьокен, баща му Некметин Алтиньокен и неговия приятел Фатих Гьокче, като и тримата са симпатизанти на турската шовинистична и ислямистка Партия на националистическото действие. Убийството поставя проблема с насилието над жените в Турция, причинено от ислямизма в дневния ред на турското общество, и не се обръща толкова голямо внимание на турския противокюрдизъм и противоалевитския ислямски фундаментализъм.
На всички извършители са присъдени тежки доживотни присъди, без възможност за освобождаване от отговорност.

## В масовата култура
На погребението на убитите заради "опетняване на честта на семейството" 18 годишна Дияр и мъжа й Сердем от големия й брат през 45 - тия епизод на сериала "Втори шанс" има феминистка демонстрация, на която са представени освен снимка на Дияр и снимките на различни турски жени, убити от мъже в Турция, и една от тях е снимката на Йозгеджан Аслан. В 5 - тият епизод на сериала "Нов живот" убийството е първото, споменато в речта на Ясемин Каратан, посветена на началото на дейността на фондацията й в борбата с домашното насилие и женоубийствата в Турция.